# Давид Сасунски
Давид Сасунски (на арменски: Սասունցի Դավիթ, Сасунци Давид) е средновековен арменски епос, представящ борбата на богатирите от Сасун (област в историческа Армения, сега Турция) срещу арабските завоеватели. Епосът датира от VIII – X (не по-късно от XIII) век. Епосът се състои от четири части: Санасар и Багдасар, Мгер Старший, Давид, Мгер младши.
За първи път епосът е записан през 1873 година от известния изследовател на народната словесност в Армения Гарегин Срвандзтянц от хора, живеещи в село Арнист. В днешно време има академични издания на над 50 варианта на епоса, записани в различни райони на Армения.
През 2012 година епосът е включен в Списъка с нематериално културно наследство на човечеството.
Съществуват различни варианти на епоса и липсва единност в детайлите на сюжета. Най-характерните елементи позволяват на изследователите на епоса да съставят водещ вариант. По него са работили учени като М. Абегян, Г. Абов, А. Ганаланян. Този водещ вариант на епоса е записан през 1939 година. Състои се от четири части („ветви“):
1. Санасар и Багдасар
Част 1. Битка с багдадския халифат
Част 2. Женитбата на Санасар и Багдасар
2. Мгер Старши
Част 1. Мгер предпазва Сасун
Част 2. Битката на Мгер Старши с Мсра-Мелик
3. Давид Сасунски
Част 1. Боят на Давид с Мсра-Мелик
Песен 1. Давид-дете
Песен 2. Давид-пастир
Песен 3. Давид-ловецът отива в храма и наказва войската на Холбаши
Песен 4. Давид наказва събирачите на данъци
Песен 5. Насаме с Мсра-Меликом
Част 2. Давид и Хандут
Песен 6. Сватбата на Давид
Песен 7. Смъртта на Давид
4. Мгер Младши
Част 1. Мгер отмъщава за баща си
Част 2. Сватбата на Мгер и неговия край

Образът на Давид Сасунски е адресиран от класиците на арменската литература в множество произведения. Най-известната обработка на епоса е направена от Ованес Туманян. Поемата на Туманян „Давид от Сасун“ (1902) съответства на първата част на третия клон на консолидираната версия.
Образът на Давид Сасунски е изобразен на лицето на банкнотата на 10 драма.
Книгата Арменски юнашки епос, разказан от Арманд Басмаджиян е издадена на български език 2010 г. в София.